# Hiroshi Jōfuku
Hiroshi Jōfuku (城福 浩 Jōfuku Hiroshi?,  nacido el 21 de marzo de 1961 en Tokushima, Tokushima) es un exfutbolista y actual entrenador japonés. Jugaba de centrocampista y su último club fue el Aries F.C. de Japón. Actualmente dirige a Tokyo Verdy de la J1 League de Japón.

## Trayectoria

### Clubes como futbolista
| Club       | País  | Año         |
| ---------- | ----- | ----------- |
| Fujitsu    | Japón | 1983 - 1989 |
| Aries F.C. | Japón | 1989 - 1993 |

### Clubes como entrenador
| Club                       | País  | Año             |
| -------------------------- | ----- | --------------- |
| Fujitsu / Fujitsu Kawasaki | Japón | 1995 - 1996     |
| F.C. Tokyo                 | Japón | 2008 - 2010     |
| Ventforet Kofu             | Japón | 2012 - 2014     |
| F.C. Tokyo                 | Japón | 2016            |
| Sanfrecce Hiroshima        | Japón | 2018 - 2021     |
| Tokyo Verdy                | Japón | 2022 - Presente |

### Selección nacional como entrenador
| Selección | País  | Año         |
| --------- | ----- | ----------- |
| Sub-14    | Japón | 2002        |
| Sub-16    | Japón | 2002 - 2003 |
| Sub-17    | Japón | 2005 - 2007 |

## Palmarés

### Como entrenador

#### Títulos nacionales
| Título         | Club       | País  | Año  |
| -------------- | ---------- | ----- | ---- |
| Copa J. League | F.C. Tokyo | Japón | 2009 |

#### Títulos internacionales
| Título           | Club (*)   | Sede  | Año  |
| ---------------- | ---------- | ----- | ---- |
| Copa Suruga Bank | F.C. Tokyo | Japón | 2010 |

(*) Incluyendo la selección